# Prüfaerosol
Ein Prüfaerosol ist ein Aerosol, dessen für den jeweiligen Verwendungszweck relevante Eigenschaften bekannt sind. Es kann auf verschiedene Arten hergestellt werden und dient u. a. zur Kalibrierung von Staub- und Partikelmessgeräten sowie zur Charakterisierung und Überprüfung filternder Abscheider wie Kabinenluftfilter und Filter für raumlufttechnische Anlagen.
In einigen technischen Bereichen wird ein Prüfaerosol auch als Test- oder Prüfstaub bezeichnet.

## Herstellung
Die Herstellung von Prüfaerosolen wird in der Richtlinienreihe VDI 3491 beschrieben. Sie erfolgt in mehreren Schritten. Der erste Schritt ist die konstante Zuführung des Partikelmaterials, gefolgt von der eigentlichen Partikelproduktion. Diesen Schritten folgt häufig noch eine Konditionierung, wie beispielsweise die Verdünnung hochkonzentrierter Aerosole oder eine Beeinflussung der elektrischen Ladungsverteilung.
Prüfaerosole können in Abhängigkeit vom Herstellungsverfahren mono- oder polydispers sein. Je nach Anwendungsfall sind die im Aerosol enthaltenen Partikel flüssig, fest oder teils flüssig, teils fest.
Geräte zur Herstellung von Prüfaerosolen werden Aerosolgeneratoren genannt. Sie können nach folgenden u. g. Funktionsprinzipien arbeiten. Von besonderer Bedeutung ist, dass keine der verwendeten Partikelsubstanzen chemisch mit den Materialien des jeweiligen Aerosolgenerators reagieren darf.

### Dispergierung von Feststoffen
Bei der Dispergierung von Feststoffen werden feinkörnige Materialien mittels mechanischer Vorgänge aus einem Haufwerk heraus zerstäubt. Dies kann unter anderem durch rotierende Bürsten, Zerstäubung oder ein Fließbett erfolgen, bei dem das gesamte Haufwerk durchströmt und einzelne Partikel mitgerissen werden. Bei all diesen Verfahren entsteht durch triboelektrische Effekte ein elektrisch geladenes Aerosol.
Zu den gängigen Materialien, die zur Herstellung von Prüfaerosolen dispergiert werden, zählen unter anderem Aluminiumhydroxid, Kalkstein, Talkum, Titandioxid und Bärlappsporen sowie synthetische Stäube.
Feststoffdispergierer werden auch eingesetzt, um das Staubungsverhalten von Nanomaterialien festzustellen.

### Dispergierung von Flüssigkeiten
Zum Dispergieren von Flüssigkeiten, das häufig auch als Zerstäuben oder Vernebeln bezeichnet wird, werden Reinstoffe, Lösungen, Emulsionen oder Suspensionen verwendet.
Während Reinstoffe in der Regel zur Erzeugung flüssiger Partikel angewendet werden, werden die aus Lösungen, Emulsionen und Suspensionen gewonnenen Tropfen in einer Trocknungsstrecke getrocknet, an deren Ende ein aus festen Partikeln bestehendes Aerosol vorliegt. Aufgrund der Polarität der meisten verwendeten Flüssigkeiten tragen die erzeugten Partikel elektrische Ladungen.
Die Tropfenerzeugung kann unter anderem mittels Ultraschall erfolgen oder mittels Schwingblende – eine Lochblende, die über ein Piezokristall in Schwingung versetzt wird. Eine weitere Methode ist die Zerstäubung von Flüssigkeiten mithilfe einer Zweistoffdüse (z. B. Laskin-Düse), bei der ein Gasvolumenstrom durch Scherkräfte Tropfen aus der zu dispergierenden Flüssigkeit mitreißt. Die elektrostatische Zerstäubung von Lösungen, Emulsionen oder Suspensionen geschieht mittels eines Elektrospray-Aerosolgenerators.

### Kondensation
Kondensationsverfahren werden unterschieden in Verfahren mit gesteuerter und ungesteuerter Kondensation.
- Beim Kondensationsverfahren mit gesteuerter Kondensation werden voneinander getrennt Kondensationskerne erzeugt und eine Flüssigkeit mit niedrigem Dampfdruck verdampft. Anschließend werden Kondensationskerne und verdampfte Flüssigkeit zusammengeführt und gemeinsam abgekühlt.

Ein Kondensationsverfahren zur Herstellung von Prüfaerosolen ist das Verfahren nach Sinclair und La Mer. Beim häufig verwendeten Kochsalz als Grundsubstanz für die Erzeugung von Kondensationskernen besteht die Problematik, dass diese in der Regel als kubische Kristalle anfallen, die messtechnisch schwer zu beherrschen sind.
- Beim Kondensationsverfahren mit ungesteuerter Kondensation wird ein gesättigtes Dampfgemisch von innen oder außen gekühlt, sodass eine hohe Anzahl kleinster Partikel entsteht, die innerhalb von Sekundenbruchteilen durch Koagulation zusammenwachsen. Auf diese Weise können auch Feststoff-Partikel aus Platinoxid erzeugt werden.[17]

### Chemische Reaktion
Bei der Herstellung von Prüfaerosolen mittels chemischer Reaktion wird in der Gasphase ein Produkt erzeugt, dessen Dampfdruck niedriger ist als das seiner Edukte, sodass der erzeugte Stoff kondensiert.
Siliciumorganische Verbindungen werden verbrannt, um Nanopartikel aus Siliziumdioxid herstellen, analog kann man bei der Herstellung von Nanopartikeln aus Titandioxid vorgehen.

## Verdünnungssysteme
Um die Konzentration eines Prüfaerosols herabzusetzen, werden Verdünnungssysteme eingesetzt. Gründe hierfür können beispielsweise die Vermeidung von Koagulation sein oder die Anpassung an den Messbereich eines Messverfahrens. Im Verdünnungssystem wird das Aerosol mit einem partikelfreien Gas definiert gemischt; gängige Verdünnungssysteme filtern einen Teilstrom des Aerosols und führen ihn anschließend wieder mit dem ungefilterten Teilstrom zusammen oder sie mischen das Aerosol mit partikelfreier Luft.
Zur Beschreibung des Verdünnungsvorgangs wird der Verdünnungsfaktor herangezogen; er ist das Verhältnis der Konzentrationen des unverdünnten Aerosols und des verdünnten Aerosols. Verdünnungsfaktoren liegen üblicherweise zwischen 5 und 100. Durch Hintereinanderschaltung können aber auch höhere Verdünnungsfaktoren realisiert werden. Der Verdünnungsfaktor hängt von der Partikelgröße ab.